# Christian Reich
Christian Reich, född den 23 september 1967 i Aarau, Schweiz, är en schweizisk bobåkare.
Han tog OS-silver i herrarnas tvåmanna i samband med de olympiska bobtävlingarna 2002 i Salt Lake City.